# Ehrennadel für 25 Jahre Mitgliedschaft im FDGB

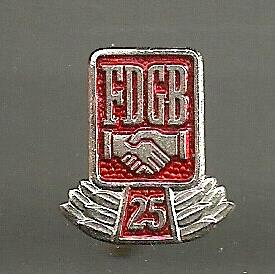
Ehrennadel 25 Jahre FDGB

Die Ehrennadel für 25 Jahre Mitgliedschaft im FDGB war eine nichtstaatliche Auszeichnung des Freien Deutschen Gewerkschaftsbundes der Deutschen Demokratischen Republik (DDR), welche 1969 gestiftet und am 15. Juni 1970 anlässlich des 25. Jahrestages der Gründung des FDGB erstmals verliehen wurde.

## Aussehen
Die versilberte und rot lackierte Nadel mit einer Länge von 16,5 mm zeigt das Symbol des FDGB mit einem darunter liegenden kleinen Ornament mit der silbernen Zahl 25 auf roten Grund.